# Reid Hoffman
Reid Garrett Hoffman (Stanford, Califórnia, 5 de agosto de 1967) é um empresário americano, capitalista de risco e autor. Hoffman foi o cofundador e presidente executivo do LinkedIn, uma rede social voltada para negócios usada principalmente para networking profissional. Atualmente é sócio da empresa de capital de risco Greylock Partners. Na lista de bilionários do mundo da Forbes 2021, Hoffman foi classificado em 1580, com um patrimônio líquido de US$ 2,4 mil milhões.

## Infância e educação
Hoffman nasceu em Palo Alto, Califórnia, filho de Deanna Ruth (Rutter) e William Parker Hoffman, Jr., e cresceu em Berkeley, Califórnia. Seu tataravô paterno foi Theophilus Adam Wylie, um ministro presbiteriano cristão e presidente pro tempore da Universidade de Indiana. O tio de Hoffman, Eric Hoffman, é escritor.
Hoffman se descreveu como um ávido jogador de RPG de mesa quando criança. Seu primeiro trabalho remunerado (aos 12 anos) foi como editor na empresa de jogos Chaosium, então com sede em Oakland, perto de sua casa. Embora ele tivesse apenas 14 anos na época, o nome de Hoffman apareceu na caixa do jogo de RPG de RuneQuest da Chaosium, Borderlands (1982), recebendo o mesmo valor dos designers de jogos Steve Perrin, Sandy Petersen e Greg Stafford.
Hoffman cursou o ensino médio na The Putney School, onde cultivou xarope de acer, conduziu bois e estudou epistemologia. Ele se formou na Universidade de Stanford em 1990, onde ganhou uma bolsa Marshall e um prémio Dinkelspiel, com bacharelado em Sistemas Simbólicos e Ciências Cognitivas. Ele passou a ganhar um M.St. em Filosofia pelo Wolfson College, Oxford, em 1993, como Marshall Scholar.

## Carreira

### Primeiros anos
Enquanto estava na faculdade, de acordo com Hoffman, ele formou a convicção de que queria tentar influenciar o estado do mundo em grande escala. Ele viu a academia como uma oportunidade de causar um "impacto", mas depois percebeu que uma carreira empresarial lhe proporcionaria uma plataforma maior. "Quando me formei em Stanford, meu plano era me tornar professor e intelectual público. Não se trata de citar Kant. É sobre mostrar uma lente para a sociedade e perguntar 'quem somos nós?' e 'quem devemos ser, como indivíduos e uma sociedade?' Mas percebi que acadêmicos escrevem livros que 50 ou 60 pessoas leem e queria mais impacto. "
Com isso em mente, Hoffman seguiu carreira em negócios e empreendedorismo. Seu primeiro emprego foi um estágio na Inglenook, uma vinícola em Napa Valley. Mais tarde, ele ingressou na Apple Computer em 1994, onde trabalhou no eWorld, uma das primeiras tentativas de criar uma rede social. O eWorld foi adquirido pela AOL em 1996. Mais tarde, ele trabalhou na Fujitsu antes de cofundar sua primeira empresa - SocialNet.com em 1997. O foco era "namoro online e encontrar pessoas com interesses semelhantes, como jogadores de golfe que procuravam parceiros em sua vizinhança". Peter Thiel disse que a SocialNet.com foi "literalmente uma ideia antes do tempo. Era uma rede social 7 ou 8 anos antes que se tornasse uma tendência. "

### PayPal
Enquanto estava na SocialNet, Hoffman foi membro do conselho de diretores durante a fundação do PayPal, um serviço de transmissão de dinheiro eletrônico. Em janeiro de 2000, ele deixou a SocialNet e ingressou no PayPal em tempo integral como COO da empresa. Allen Blue, a quem Hoffman contratou no PayPal, disse que "o PayPal teve que arranhar e agarrar todas as vantagens que tinha, e Reid se tornou um especialista em competir com eficácia em um ambiente extremamente competitivo". Hoffman foi responsável por todos os relacionamentos externos do PayPal, incluindo infraestrutura de pagamentos ( Visa, Mastercard, ACH, WellsFargo ), desenvolvimento de negócios (eBay, Intuit e outros), governo (regulatório, judicial) e jurídico. Peter Thiel, chefe de Hoffman no PayPal, disse que Hoffman "era o bombeiro-chefe do PayPal. Embora isso diminua seu papel porque houve muitos, muitos incêndios. " Na época da aquisição do PayPal pelo eBay por US $ 1,5 mil milhão em 2002, ele era vice-presidente executivo do PayPal.

### LinkedIn

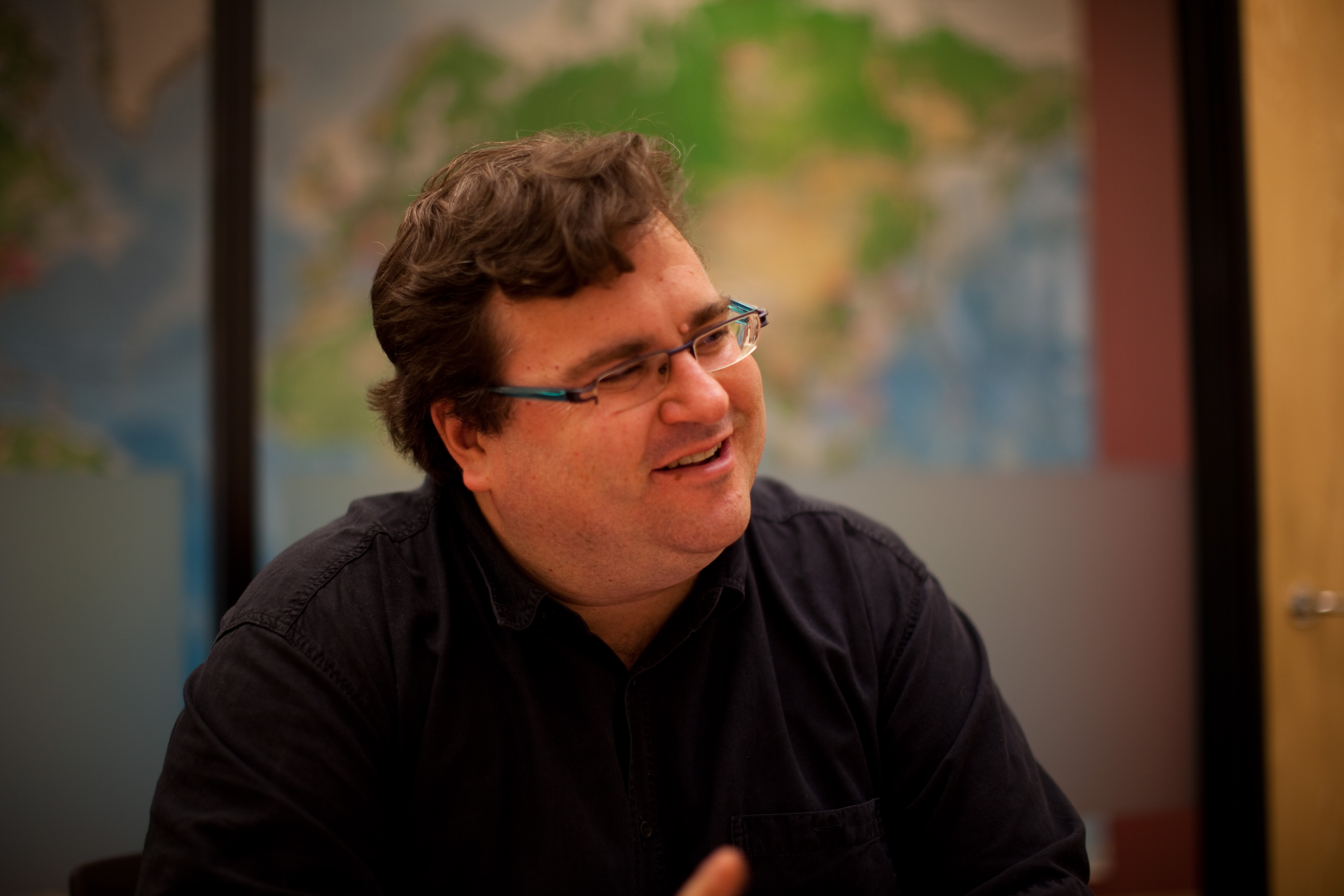
Hoffman fala em um evento

Hoffman foi cofundador do LinkedIn em dezembro de 2002 com dois ex-colegas da SocialNet (incluindo Allen Blue), um ex-colega de faculdade e um ex-colega de seu tempo na Fujitsu. Foi lançada em 5 de maio de 2003, como uma das primeiras redes sociais online voltadas para negócios. Peter Thiel e Keith Rabois, colegas de Hoffman no PayPal, investiram no LinkedIn. Em novembro de 2014, o LinkedIn tinha mais de 332 milhões de membros em mais de 200 países e territórios. O site permite que usuários registados criem perfis profissionais e se conectem entre si. Os usuários podem convidar qualquer pessoa (seja um usuário do site ou não) para se tornar uma conexão. De acordo com a Forbes, "o LinkedIn é, de longe, a ferramenta de rede social mais vantajosa disponível para quem procura emprego e profissionais de negócios hoje."
Hoffman foi o CEO fundador do LinkedIn durante os primeiros quatro anos antes de se tornar presidente e presidente de produtos em fevereiro de 2007. Ele se tornou presidente executivo em junho de 2009. Com o IPO do LinkedIn em 19 de maio de 2011, Hoffman possui uma participação no valor de US$ 2,34 mil milhões, sem incluir quaisquer benefícios potenciais da Greylock Partners, onde foi nomeado sócio em 2009. Hoffman acredita que muitas pessoas ainda não sabem como usar seu serviço e é função do LinkedIn ajudá-las. Em uma entrevista, Hoffman disse que "você tem que pensar proativamente sobre como usar uma ferramenta que permite que você se mova de maneiras que você não conseguia antes, e a maioria das pessoas não é muito boa nisso".
A Microsoft propôs adquirir o LinkedIn em 13 de junho de 2016 por US $ 26,2 mil milhões em dinheiro. Hoffman tornou-se membro do conselho da Microsoft em 14 de março de 2017.

### Investindo
Após a venda do PayPal para o eBay, Hoffman se tornou um dos investidores anjos mais prolíficos e bem-sucedidos do Vale do Silício. De acordo com o capitalista de risco David Sze, Hoffman "é indiscutivelmente o investidor anjo de maior sucesso na última década." Dave Goldberg, ex-CEO da SurveyMonkey, disse que Hoffman "é a pessoa com quem você deseja falar quando está abrindo uma empresa". Em 2010, Hoffman ingressou na Greylock Partners e administra seu Discovery Fund de US$ 20 milhões. Suas áreas de foco na Greylock incluem consumidor e serviços, software empresarial, Internet do consumidor, empresa 2.0, celular, jogos sociais, mercados online, pagamentos e redes sociais.
De acordo com o livro de David Kirkpatrick, The Facebook Effect, Hoffman arranjou o primeiro encontro entre Mark Zuckerberg e Peter Thiel, o que levou ao investimento inicial de $ 500.000 de Thiel no Facebook. Hoffman investiu ao lado de Thiel na primeira rodada de financiamento do Facebook.
Os atuais investimentos de capital de risco da Hoffman incluem Airbnb, Apollo Fusion, Aurora, Blockstream, Coda, Convoy, Entrepreneur First, Gixo, Nauto, Xapo.
Investimentos passados incluem 3DSolve, Coupons.com, Digg, Edmodo, Flickr, IronPort, Knewton, Kongregate, Last.fm, Nanosolar, One Kings Lane, Permuto, Ping.fm, Shopkick, SixApart, thesixtyone, Swipely, Tagged, Technetto, TrialPay, Vendio, VigLink, Viki, Wikia e Wrapp. Ele atuou no conselho de diretores da Zynga de março de 2008 a junho de 2014, e no conselho de diretores da shopkick desde sua fundação em julho de 2009 até sua aquisição pela SK Telecom em outubro de 2014.

## Trabalho intelectual público

### Falando
Hoffman falou na conferência da XPrize Foundation, na conferência TED em Long Beach em 2012 e no Accelerate Good Global da Fast Forward em 2020. Ele é um palestrante frequente na Stanford University, Oxford University, Harvard University, Media Lab do MIT, MIT Media Lab e outros. Ele apareceu no The Charlie Rose Show, na Global Public Square de Fareed Zakaria na CNN e em outros programas de televisão de atualidades.

### Escrita
Hoffman publicou uma variedade de postagens como "Influenciador do LinkedIn" no LinkedIn. Ele publicou um ensaio propondo uma nova forma de credenciamento para estudantes universitários e profissionais, intitulado "Disrupting the Diploma". Em seu site pessoal, ele publicou "Argumento de venda da série B do LinkedIn para Greylock: conselhos de argumento de venda para empreendedores", no qual analisou o argumento de venda de financiamento de risco da Série B de 2004 do LinkedIn e ofereceu conselhos a possíveis empreendedores sobre como formular um argumento de venda.
Hoffman também escreveu artigos no Washington Post, incluindo um publicado em 2009 intitulado "Let Startups Bail Us Out" encorajando o financiamento para a inovação de base na esteira da crise financeira e outro em junho de 2013 intitulado "A imigração promove o empreendedorismo e prosperidade "defendendo a reforma da imigração. Ele escreveu para Strategy + Business em redes profissionais e é um "influenciador" no LinkedIn, onde publica conteúdo escrito original.
Hoffman tem um capítulo que dá conselhos no livro de Tim Ferriss , Tools of Titans.

### The Star-Up of You - O Seu Start-Up
Hoffman é co-autor, com Ben Casnocha, do livro de carreira The Start-Up of You: Adapte-se ao futuro, invista em você mesmo e transforme sua carreira.
O livro foi lançado nos Estados Unidos em 14 de fevereiro de 2012. Ele argumenta que os indivíduos devem pensar em si mesmos como negócios de um - o "CEO de sua própria carreira" - e traça muitos paralelos entre as lições aprendidas com as histórias de empresas de tecnologia de sucesso do Vale do Silício e a carreira de um indivíduo.
A Publishers Weekly revisou o livro positivamente, dizendo: "com muitas orientações valiosas relevantes para qualquer estágio da carreira, este livro ajudará os leitores não apenas a sobreviver profissionalmente em tempos de incerteza, mas a se destacar do grupo e prosperar". The Economist disse que "Hoffman e Casnocha fazem uma série de observações astutas sobre as mudanças no mundo do trabalho."
Em setembro de 2012, vendeu mais de 100.000 cópias. Tornou-se um best-seller do New York Times e do Wall Street Journal. O Business Insider republicou resumos visuais de The Start-Up of You, que receberam mais de 13 milhões de visualizações.

### The Alliance - A aliança
Hoffman é co-autor, com Ben Casnocha e Chris Yeh, do livro de gerenciamento The Alliance: Managing Talent in the Networked Age.
O livro foi lançado nos Estados Unidos em 8 de julho de 2014. Ele argumenta que os modelos de carreira anteriores de emprego vitalício e agência gratuita não funcionam mais em um mundo de negócios definido por mudanças contínuas. Em vez disso, propõe que empregadores e empregados pensem uns nos outros como "aliados" e passem de uma abordagem transacional ao emprego para uma abordagem "relacional". Ele propõe uma nova estrutura para gerentes e empregadores organizarem seu trabalho, descrito como "turnos de trabalho". Além disso, ele argumenta por que os gerentes devem encorajar seus funcionários a reunir "inteligência de rede" e por que as empresas e gerentes devem manter um relacionamento vitalício com ex-funcionários por meio de uma rede corporativa de ex-alunos.
O livro se tornou um best-seller do New York Times. Arianna Huffington nomeou The Alliance "o livro de leitura obrigatória do verão" em 2014.

### Masters of Scale - Mestres da Escala
Em 25 de abril de 2017, Reid Hoffman anunciou o lançamento de um novo podcast chamado " Masters of Scale ". Em cada episódio, Reid atua como o anfitrião, introduzindo uma teoria de negócios contra-intuitiva e provando-a durante o episódio por meio de uma série de conversas com empreendedores de sucesso. Masters of Scale está comprometida com um equilíbrio de gênero de 50-50. O podcast oficial foi lançado em 5 de maio de 2017 no site da revista Entrepreneur, mas agora está hospedado em mastersofscale.com. Os episódios até agora apresentam convidados como Ray Dalio, Brian Chesky, Tory Burch, John Elkann, Stacy Brown-Philpot, Sheryl Sandberg, Stewart Butterfield, Mark Zuckerberg, Shellye Archambeau, Diane Greene e Robert F. Smith (investidor).

### Blitzscaling
Hoffman é co-autor, com Chris Yeh, do livro Blitzscaling: O caminho ultrarrápido para construir empresas de grande valor. O livro foi lançado nos Estados Unidos em 9 de outubro de 2018. Ele argumenta que o segredo para iniciar e expandir empresas de grande valor é o "blitzscaling", um conjunto de técnicas para "aumentar a escala em um ritmo vertiginoso que tira os concorrentes da água".

## Honras e prémios
- Em 2017, ele foi nomeado Comandante Honorário da Ordem do Império Britânico (CBE), "Por serviços para promover negócios e redes sociais no Reino Unido e o esquema de bolsas Marshall".[53]
- Em setembro de 2014, a American Academy of Achievement concedeu a Hoffman o prémio Golden Plate anual, que homenageia indivíduos talentosos "por realizações significativas em suas áreas".[54]
- Em abril de 2014, o presidente Barack Obama nomeou Hoffman como embaixador presidencial para o empreendedorismo global "para ajudar a desenvolver a próxima geração de empreendedores".[55]
- Em abril de 2014, Hoffman recebeu o prémio Cidadão Distinto do Commonwealth Club.[56]
- Em maio de 2012, Hoffman ficou em terceiro lugar na lista da Forbes Midas dos principais investidores em tecnologia.[57] Forbes descreveu Hoffman como "o superinvestidor do Vale do Silício" e disse que Hoffman "ajudou a criar quase todas as startups de mídia social lucrativas".[57]
- Em 2012, o Martin Luther King Jr. Center homenageou Hoffman com seu prémio "Salute to Greatness", que "reconhece indivíduos e corporações ou organizações que exemplificam a excelência em liderança e um compromisso com a responsabilidade social no espírito de Martin Luther King, Jr."[58]
- Em 2012, a Newsweek e o The Daily Beast lançaram seu primeiro "Digital Power Index", uma lista das 100 pessoas mais importantes no mundo digital naquele ano (mais 10 vencedores adicionais de "Lifetime Achievement"), e Hoffman ficou em terceiro lugar no ranking a categoria "Anjos".[59]
- Em 2012, Hoffman, junto com Salman Khan da Khan Academy, foi homenageado pelo World Affairs Council e pelo Global Philanthropy Forum em 2012. O conselho reconhece e homenageia líderes notáveis que efetuaram e continuarão a efetuar mudanças sociais por meio de sua empresa privada e ação social. Os prémios em 2012 foram dedicados a celebrar a Tecnologia de Impacto Social.[60]
- Hoffman recebeu o prémio David Packard Medal of Achievement de 2012 da TechAmerica por suas contribuições e avanços na indústria de alta tecnologia, sua comunidade e a humanidade.[61]
- Hoffman recebeu um Doutor Honorário em Direito da Babson em 2012.[62]
- Em 2011, Hoffman e Jeff Weiner, do LinkedIn, compartilharam o prémio Empreendedor do Ano da EY US.[63]
- Em 2010, Hoffman foi nomeado em 17º lugar na lista das 100 pessoas mais criativas dos negócios da Fast Company.[64]

## Vida pessoal
Em 2004, Hoffman se casou com Michelle Yee. O casal reside em Palo Alto, Califórnia.

## Filantropia
Jeff Weiner, CEO do LinkedIn, disse que "o verdadeiro norte de Reid está causando um impacto positivo e duradouro no mundo, de uma forma muito profunda." Hoffman atualmente atua nos conselhos da Kiva.org (pioneira do microcrédito peer-peer que permite que as pessoas emprestem dinheiro pela Internet para empresários e estudantes de baixa renda / carentes), Endeavor Global (uma organização que encontra e apóia empreendedores de alto impacto em mercados emergentes), Opportunity @ Work (uma empresa social sem fins lucrativos dedicada a reconectar o mercado de trabalho dos EUA por meio de tecnologia inovadora e financiamento educacional), e Do Something (uma organização que motiva os jovens a agir em torno das mudanças sociais). Hoffman também atua no conselho consultivo do MIT Media Lab e é apoiador e presidente do conselho consultivo do QuestBridge (um provedor de talentosos alunos de baixa renda para as melhores faculdades / universidades). Hoffman é um dos financiadores da OpenAI, uma empresa sem fins lucrativos que visa o desenvolvimento seguro de inteligência artificial geral. Hoffman também é o principal financiador da Crisis Text Line, um serviço de crise gratuito 24 horas por dia, 7 dias por semana, via SMS, nos Estados Unidos. Em 2013, Hoffman forneceu uma doação equivalente de US $ 250.000 para a Code for America. Em julho de 2016, Hoffman financiou o prémio em dinheiro de $ 250.000 MIT Media Lab MIT Disobedience Award, um prémio criado por Hoffman e Joi Ito para homenagear e reconhecer atos de desobediência resultando em impacto social positivo. Em novembro de 2016, Hoffman e sua esposa, Michelle Yee, doaram US $ 20 milhões para a Chan Zuckerberg Initiative, uma instituição de caridade dedicada a erradicar doenças até 2100. A doação de Hoffman e Yee foi para o Biohub, o laboratório da Initiative em São Francisco. Hoffman também se juntou ao conselho do projeto Biohub. Em maio de 2018, Hoffman e Yee se juntaram ao Giving Pledge, "um esforço global para ajudar a resolver os problemas mais urgentes da sociedade, incentivando as pessoas e famílias mais ricas a doar a maior parte de sua riqueza para causas filantrópicas".

## Política
Desde 2011, Hoffman é membro do Grupo Bilderberg, que reúne 120-150 "líderes políticos e especialistas norte-americanos e europeus da indústria, finanças, academia e mídia" para uma conferência anual a portas fechadas apenas para convidados. Desde então, ele compareceu todos os anos, com exceção de 2013. Hoffman também está listado como membro do Conselho de Relações Exteriores, para o qual foi eleito em 2015.
Em abril de 2013, um grupo de lobby pró-imigração chamado FWD.us foi lançado, com Reid Hoffman listado como um dos fundadores. Em 2014, Hoffman doou $ 150.000 para o Mayday PAC. Também em 2014, Hoffman contribuiu com US $ 500.000 para a campanha de David Chiu para a Assembleia Estadual, financiando um comitê de despesas independente dedicado à campanha negativa contra seu oponente: São Franciscanos para Responsabilizar Campos - Vote Não para Campos para Assembleia Estadual de 2014.
Em 2016, Hoffman contribuiu com US $ 220.000 em apoio ao candidato democrata ao governador de Vermont, Matt Dunne, de acordo com uma divulgação na mídia arquivada no Gabinete do Secretário de Estado de Vermont.
Em 2016, Hoffman criou um jogo de cartas inspirado no Cards Against Humanity com o objetivo de zombar do candidato à presidência dos EUA, Donald Trump. Em dezembro de 2018, o New York Times publicou uma história alegando que Hoffman havia "investido US $ 100.000 em um experimento que adotou táticas de desinformação política inspiradas na Rússia no Facebook " durante a corrida especial para o Senado de 2017 no Alabama, que supostamente tinha como alvo os eleitores de Roy Moore. Hoffman não respondeu imediatamente. Ele se desculpou mais tarde naquele mês, também afirmando que não sabia o que a organização sem fins lucrativos - Washington, DC, American Engagement Technologies, ou AET - estava fazendo.
Em 2018, Hoffman ajudou a financiar a Alloy, uma empresa fundada para trocar dados legalmente com grupos democratas afiliados, como super PACs. Hoffman forneceu metade dos 35 milhões de dólares para iniciá-lo. A empresa fechou em 2021 após não cumprir sua promessa.